# Uenohara
Uenohara (jap. 上野原市 Uenohara-shi) – miasto w Japonii na głównej wyspie Honsiu w prefekturze Yamanashi.

## Położenie
Miasto leży we wschodniej części prefektury nad rzekami Sagami i Tsuru, graniczy z:
- Fujiyoshida
- Ōtsuki
- Tsuru
- Sagamihara

oraz kilkoma miasteczkami i wsiami.

## Historia
Miasto powstało 13 lutego 2005 roku.

## Transport

### Kolejowy
Przez miasto przebiega magistrala JR Chūō.

### Drogowy
- Autostrada Chūō
- Drogi krajowe nr 20.

## Miasta partnerskie
- Stany Zjednoczone